# ليلى شنيبس
ليلى شنيبس (بالإنجليزية: Leila Schneps)‏ (من مواليد 22 ديسمبر 1961) عالمة رياضيات أمريكية، تعيش في فرنسا، وتعمل لدى في المركز الوطني الفرنسي للبحث العلمي، ومقرها في معهد علم الرياضيات في الحرم الجامعي «جيسو» بجامعة «بيير وماري كوري»، فرنسا، حيث تتخصص في نظرية الأعداد. بالإضافة إلى النشر الأكاديمي، حررت العديد من المناهج حول جوانب الرياضيات، وكتبت كتابًا ومقالات شائعة حول استخدام وإساءة استخدام الرياضيات في الإجراءات الجنائية، وكتبت تحت اسم مستعار «كاثرين شو»، سلسلة من جرائم القتل الغامضة بموضوع (بصبغة) رياضي.

## التعليم
حصلت «شنيبس» على شهادة البكالوريوس في الرياضيات واللغة الألمانية والأدب من جامعة هارفارد وكلية رادكليف في عام 1983، ثم بدأت الدراسات العليا في فرنسا. أكملت دكتوراه تخصص «دوكتورات دي ترويزمي سايكل» (دكتوراه ثلاثية الأبحاث) في الرياضيات في جامعة باريس الجنوبية في عام 1985، مع أطروحة تدرس الخاصية المتناظرة لدالة زيتا لريمان المرتبطة بمنحنى إهليجي، دكتوراه في الرياضيات في عام 1990، ومع أطروحة عن الخاصية المتناظرة لدالة زيتا لريمان وزمرة غالوا، وشهادة التأهل للأستاذية في جامعة «فرانشي كومتي» في عام 1993، مع أطروحة عن معضلة غالوا العكسية.

## المهنية

### الخبرة
شغلت «شنيبس» العديد من المناصب كمساعدة تدريس في فرنسا وألمانيا حتى الانتهاء من شهاداتها في الدكتوراه في عام 1990، ثم عملت كمساعد لما بعد أبحاث الدكتوراه في المعهد الفدارلي السويسري للتكنولوجيا في زيوريخ، سويسرا لمدة عام. في عام 1991 حصلت على منصب بحثي ثابت في «سي إن آر سي»، المركز الوطني الفرنسي للبحث العلمي، في جامعة «فرانشي كومتي» في «بيسانكون»، حيث لا تزال تعمل. خلال أواخر التسعينيات من القرن الماضي، كان لـ «شنيبس» أيضًا مهام الباحثين الزائرين لفترة قصيرة في جامعة هارفارد، ومعهد برينستون للدراسات المتقدمة، ومعهد بحوث العلوم الرياضية «إم إس آر إي» في بيركلي.

## المنشورات

### أكاديميًا
نشرت «شنيبس» أوراقًا أكاديمية حول جوانب مختلفة لنظرية الأعداد التحليلية منذ أواخر الثمانينات. استكشف عملها الخاصية المتناظرة لدالة زيتا لريمان، التي أصبحت موضوع أطروحتها الأولى، وهي تواصل العمل في المجالات ذات الصلة بدالة زيتا لريمان.
ركزت على جوانب نظرية جالوا منذ أواخر التسعينيات، بما في ذلك زمرة جالوا، الارتباط الجمعي لزمرة جالوا الهندسية، ومعضلة جالوا العكسية، وأُطلق عليها أحد أستاذي الرياضيات «الهندسة الحسابية. الذي علمني أكثر ما أعرفه عن الارتباط الجمعي لزمرة غالوا على مجموعات أساسية من الأصناف». أدى عملها إلى دراستها لمجموعة «غوثينديك تيخمولر» ذات الصلة، وأصبحت عضوًا في مجموعة تحافظ على أعمال وتاريخ «غروتينديك». بحثت أحدث أعمالها في جوانب مختلفة من جبر «لاي».

### الكتب
حررت وشاركت «شنيبس» أيضًا العديد من مناهج الرياضيات في نظرية الأعداد. حررت سلسلة من ملاحظات المحاضرة عن نظرية «جروثينديك» «ديسينس ديفانتس» وساهمت بمقالة في هذه السلسلة، وكانت محررة لنص حول معضلة غالوا العكسية، وحررت كتابًا عن الارتباط الجمعي لزمرة غالوا. كانت مؤلفة مشاركة في نص عن نظرية الحقل ومحررة مشاركة لنظرية أخرى عن نظرية «غالوا - تيخمولر».
أحدث كتاب لـ «شنبس» هو «الرياضيات في المحاكمة» «كيف تستخدم الأرقام وتساء معاملتها في قاعة المحكمة»، والتي شاركت في تأليفه مع ابنتها، عالمة الرياضيات «كورالي كولمز». استخدم هذا الكتاب المستهدف للجمهور العام 10 قضايا قانونية تاريخية لإظهار كيف يمكن للرياضيات، وخاصة الإحصاءات، أن تؤثر على نتيجة الإجراءات الجنائية، وخاصة عند تطبيقها أو تفسيرها بشكل غير صحيح. على الرغم من عدم كتابته كمنهاج، فقد وجده بعض المراجعين أنه مناسب للطلاب، كمقدمة للموضوع و«جعلهم يفكرون ويتحدثون بل ويجادلون حول القضايا المعنية»، مع شخص آخر. يوافق على ذلك بقوله: «لقد حققوا التوازن الصحيح المتمثل في تزويد ما يكفي من الرياضيات للمتخصص للتحقق من التفاصيل، ولكن ليس بقدر يغمر القارئ العام»، ووجد آخر الكتاب مناسبًا: «للأهالي الذين يحاولون دعم المراهقين في دراساتهم للرياضيات أو في الواقع القانون».
في حين أن معظم المراجعات إيجابية، كان هناك بعض الانتقادات بشأن التبسيط المفرط لتأثير الرياضيات في إجراءات المحاكمة المعقدة. يرى أحد المراجعين أنه على الرغم من أن وصف الكتاب لضعف بعض الرياضيات المقدمة في قاعات المحاكم صحيح، إلا أن النص يضخم دور الرياضيات في الإجراءات القانونية، والتي تتميز تقليديًا بتحليل الأدلة في مراحل الاستئناف وكذلك في مراحل المحاكمة ولديها معايير موجودة مسبقًا للتعامل مع أنواع معينة من الأدلة. يقترح آخر أن الكتاب تأثر باختيار المؤلفين للقضايا لإظهار «سجل كارثي للتسبب في خطأ قضائي»، وبالتالي إعطاء ثقل غير كافٍ للموازنة التقليدية المتأصلة في الإجراءات القانونية إذ يهاجم المحامون الأدلة والخبراء المعارضين بأضداد خاصة بهم، ويكتب قضاة الاستئناف للتأثير على تصرفات قضاة المحاكمة الذين يواجهون أنواعًا مختلفة من الشهادات العادية وشهادات الخبراء.

### الترجمة
أصدرت «شنيبس» ترجمات باللغة الإنجليزية للعديد من الكتب والأوراق باللغة الفرنسية، بما في ذلك دعوة إلى رياضيات «فيرما ويلز»، نظرية زمرة غالو، عالم رياضيات يتصارع مع قرنه، نظرية «هودج» ونظرية الجبر المعقدة الهندسة 2، الخاصية المتناظرة لدالة زيتا لريمان وتمثيلات «بي-أديك»، وطرق إعادة التطبيع: الظواهر الحرجة، الفوضى، البنى الكُسيرية.

### غروثينديك
أصبح «ألكساندر جروثينديك»، مؤلف النظريات التي تستند إليها بعض الأعمال المذكورة أعلاه، منعزلًا في عام 1991 وأزال أعماله المنشورة من التداول. بعد أكثر من عقد من الزمان، وجداه «شنبس» و«بيير لوشاك» في بلدة في جبال البرانس، ثم قاما بمراسلات. وهكذا أصبحا من بين «آخر أعضاء المؤسسة المتخصصة بالرياضيات الذين اتصلوا به». أصبحت «شنيبس» عضوًا مؤسسًا في دائرة «جروثينديك»، وهي مجموعة مكرسة لتوفير المعلومات من قِبل «جروثينديك» وحوله متاحة، وأنشأت وتصون موقع دائرة «جروثينديك»، وهو مستودع للمعلومات المتعلقة بـ «جروثينديك»، بما في ذلك كتاباته غير المنشورة. ساعدت أيضًا في ترجمة مراسلاته مع «جان بيير سيري».

### «كاثرين شو»
في عام 2004، نشرت مؤلفة جديدة «كاثرين شو» «مشكلة الثلاث جثث، لغز كامبريدج»، رواية لغز جريمة قتل تضم علماء الرياضيات في كامبريدج في أواخر القرن التاسع عشر، يعملون على «معضلة الأجسام الثلاث». يُعد العنوان تورية في إشارة إلى كل من المشكلة الرياضية وضحايا القتل الثلاث. في حين أن عالم الرياضيات الذي يراجع الكتاب لم يعجبه أسلوب الكتابة الفيكتوري، وجد الرياضيات دقيقة، وشخصيات وعلماء الرياضيات والسلوك الاجتماع «مصورة بشكل جيد». عندما تواصل مراجع آخر مع المؤلف، أكد أن «كاثرين شو» كان اسمًا مستعارًا وأنها في الواقع كانت عالمة رياضيات أكاديمية وممارسة، لكنها فضلت عدم الكشف عن هويتها. منذ ذلك الحين تم الكشف عن أن «كاثرين شو» هي الاسم المستعار لاسم «ليلى شنيبس».

نشرت «شنيبس» باسمها «كاثرين شو» أربع روايات تاريخية أخرى في السلسلة، تضم جميعها الشخصية الرئيسية نفسها «فانيسا دنكان»، وجميع المواضيع الرياضية التالية:
«زهور ملطخة مع ضوء القمر» دعيت الرواية بلغز «كان من السهل جدًا حله»، إذ إن عنوان الكتاب هو من قصيدة من قبل اللورد «ألفريد دوغلاس»، والتي ترتبط بقوة بحل الجريمة.
يملك «مفارقة المكتبة» أيضًا عنوان تورية، لأن القصة عبارة عن لغز غرفة مغلقة كلاسيكي تقع أحداثه في مكتبة، ولكنه يشير أيضًا إلى مفارقة راسل، والتي تنشأ من مسألة ما إذا كان ينبغي أن يتضمن فهرس المكتبة نفسه في محتوياته. كانت ضحية القتل في القصة معادية للسامية، وتذكر القصة قضية دريفوس وتسقط ضوء على قضايا «أن تكون يهوديًا عام 1896 في لندن».
يستكشف «لغز النهر» «عالم المسرح، جنون أواخر القرن التاسع عشر لجلسات استحضار الأرواح، وثورة ماركوني التي ستؤدي إلى اختراع التلغراف».

أخيرًا، يستكشف «الميراث المميت» «أهمية التوريث وكيف يمكن أن يؤثر على صحة الأمة؛ نظريات الدكتور فرويد الأخيرة؛ وغيرها»، العلم الملتبس «علم تحسين النسل المريب».
نشرت «شنيبس» أيضًا كتاب غير خيالي باسم «شو»، وهو دليل لحل ألغاز سودوكو وكاكورو.